# Рукопис «Хамсе» (1636)
Рукопис «Хамсе» —  переписаний у 1636 році рукопис, що містить чотири поеми з «Хамсе», класичного твору перської поезії Нізамі Гянджеві. Зберігається в Інституті рукописів Національної академії наук Азербайджану. Поеми розташовані таким чином: «Махзан ал-асрар» (1б−38б), «Хафт пейкар» (39б−129а), «Хосров і Ширін» (129б−242а), «Іскендер-наме» (242б−408а). Рукопис виконано дуже гарно.
Список починається художнім, квітково-орнаментованим фронтисписом, виконаним на високому художньому рівні рідким золотом, лазур'ю, білилами та червоними фарбами. Перед початком кожної поеми є унван досить тонкої роботи, виконаний тими ж фарбами, що і фронтиспис.
В рукописі є одинадцять витончених мініатюр ісфаханської школи перського живопису, що мають винятковий інтерес для вивчення мініатюрного мистецтва XVII століття. Текст переписано в чотири стовпчики дрібним чітким каліграфічним насталиком на тонкому східному папері горохового кольору і обрамлено блакитними, чорними й золотистими лініями. На полях є рідкісні глоси. Палітурка — шкіряна, малинового кольору. Дата завершення рукопису на аркуші 408 відзначена 1046 роком хіджри (1636/1637), яка пізніше явно перероблена на 746 рік. Переписувач — Дуст Мухаммад ібн Дарвін ад Дарахджі. Кількість аркушів — 408. Розмір: 17 × 23 см, шифр: М-207.
Унікальність даного списку полягає в тому, що переписувач після завершення виготовлення рукопису придбав найдавнійший список «Хамсе» і шляхом текстологічного звірення дав вичерпні нотатки різночитань на полях рукопису. Рукопис привертає увагу своїм оформленням і палеографічними особливостями. Заголовок кожної поеми прикрашений витонченим орнаментом, виконаним золотом і яскравими фарбами.

## Галерея мініатюр

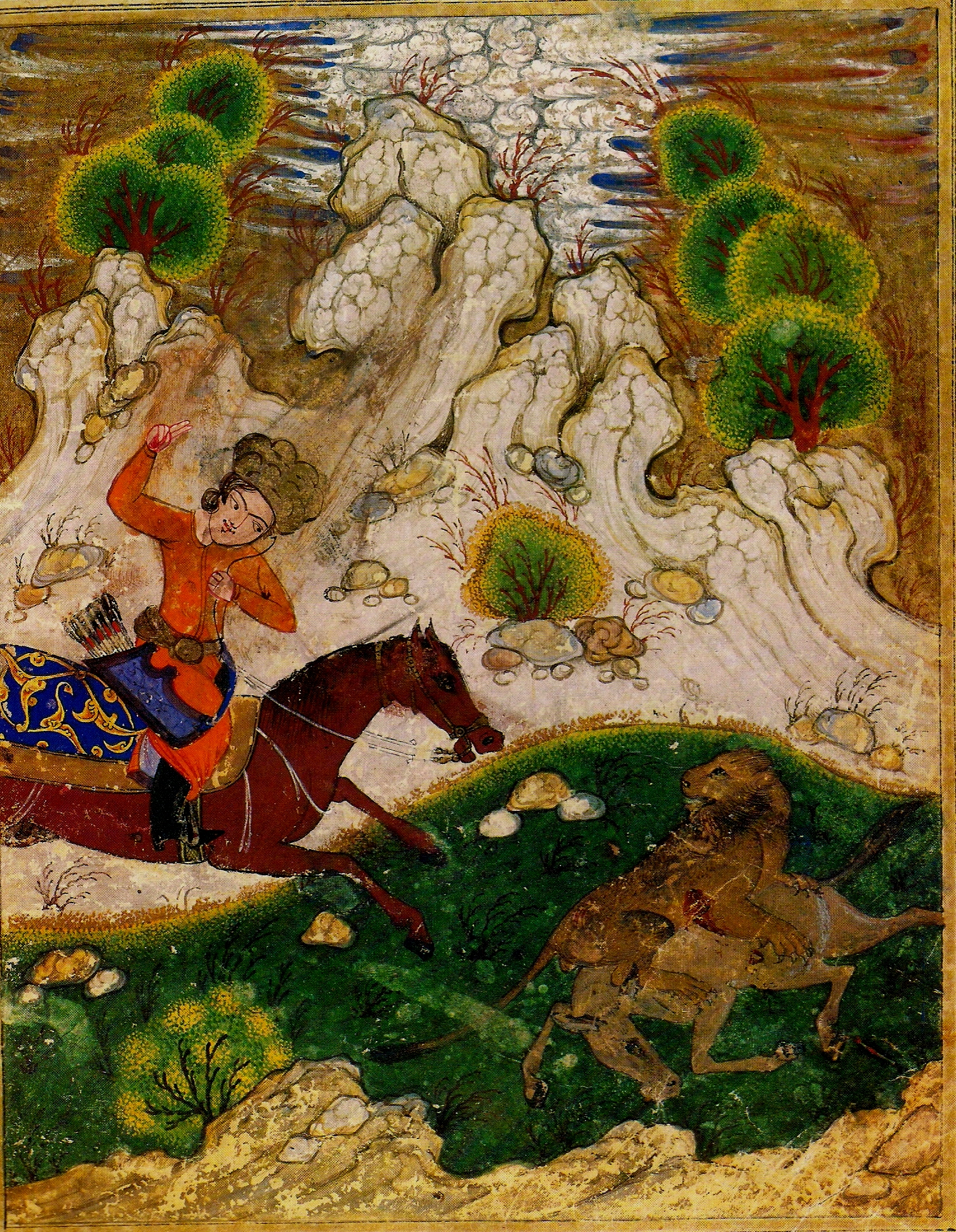
Бахрам на полюванні. «Сім красунь»
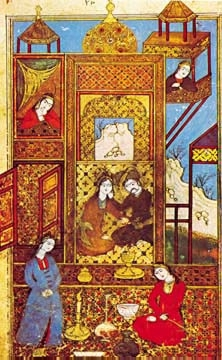
Бахрам у жовтому павільйоні. «Сім красунь»
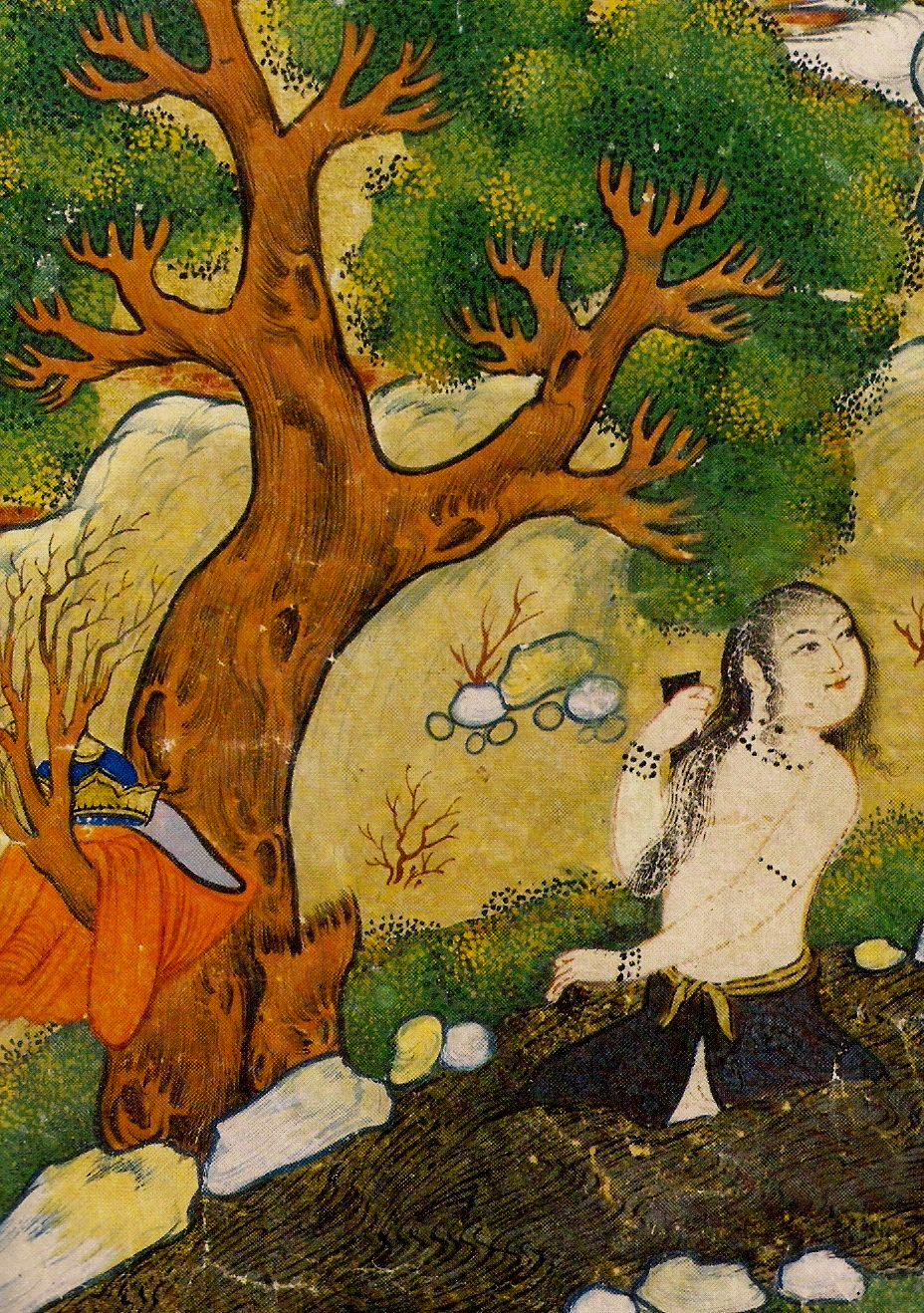
Ширін купається. «Хосров і Ширін»
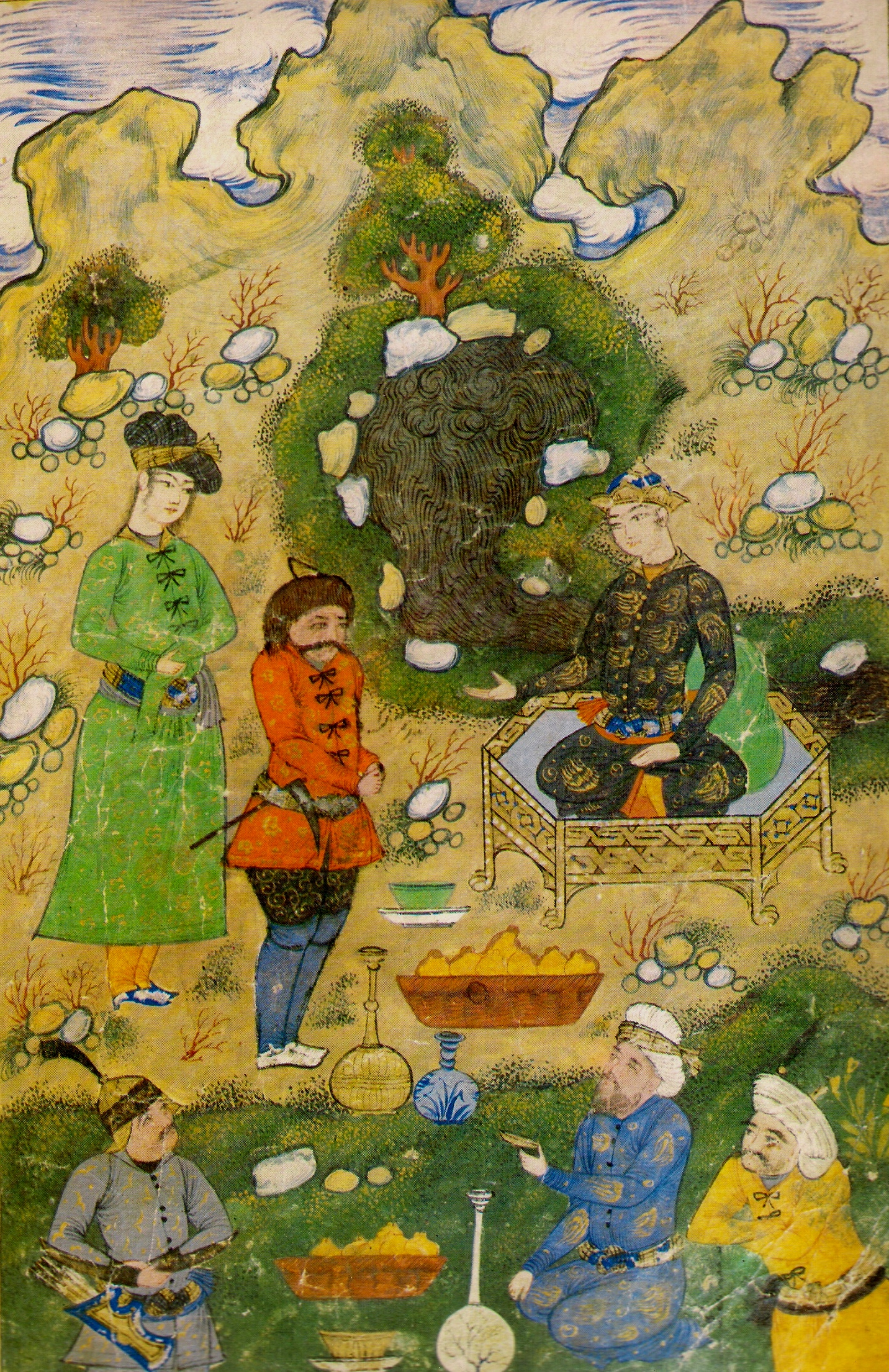
Фархад на прийомі у Хосрова. «Хосров і Ширін»
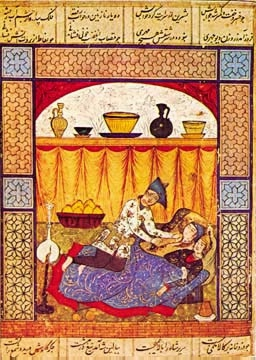
Смерть Хосрова. «Хосров і Ширін»